# トム・ハイェ
トム・ヤン・マリヌス・ハイェ（Thom Jan Marinus Haye、1995年2月9日 - ）は、オランダ・アムステルダム出身のサッカー選手。アルメレ・シティFC所属。ポジションはミッドフィールダー。

## クラブ経歴
アムステルダムに生まれ、2006年にAZアルクマールの下部組織へ加入した。2014年2月23日、エールディヴィジのアヤックス・アムステルダム戦でトップチームデビューを果たしたが、アウェーゲームで0-4と大敗した。
2018年5月31日、自身初となる海外移籍でセリエBのUSレッチェと2年契約を交わした。
その後、1シーズンでレッチェを退団すると、ADOデン・ハーグとNACブレダを経て、2022年1月31日、SCヘーレンフェーンに移籍し、2年半契約を結んだ。

## 代表経歴
2009年からオランダの世代別代表に招集され、U-17オランダ代表では、UEFA U-17欧州選手権2011と2011 FIFA U-17ワールドカップに出場した。
2024年3月、インドネシア代表に招集され、3月26日の2026 FIFAワールドカップ予選ベトナム代表戦でインドネシア代表として初出場。

## 人物
ハイェの祖父はインドネシアの北スラウェシ州からの移民である。